# 金巖
金巖（?—?），新罗官员，金庾信的玄孙，金允中的庶孙。
金巖性情聰敏，好習，喜欢学习方術，少壯时担任伊湌。入唐朝宿衛时，跟随師傅學陰陽家法，能举一反三。自己把遁甲立成之法，呈给老師，師傅感慨说：“没想到孩子你如此通晓明達。”從此之後，不敢以弟子看待他。唐代宗大曆年间回國，担任司天大博士，歷任良州、康州、漢州三州太守，转任爲執事侍郞、江鎭頭上。所至盡心为官，敎百姓六陣兵法，当地人感到方便。有蝗蟲之灾，从西面入浿江之界，百姓憂愁恐懼。金巖登山頂，焚香祈祷，忽然大作，蝗蟲盡死。大曆十四年（779年），受命出使日本國。日本國王知道金巖之賢，想要把他留下。当时，唐朝使臣高鶴林到日本，相見甚欢。日本人知道金巖被大國所知，于是不敢留他，于是回国。四月，旋風骤起，从金庾信墓，至始祖大王陵, 塵霧起来看不见人物。守陵人听其中若好像有哭泣悲嘆之聲。惠恭王听说后非常恐懼，派遣大臣金敬信，致祭謝過。又在鷲仙寺，赐田三十結，以資冥福。鷲仙寺是金庾信平高句麗、百濟二國时所營立的。